# Modibo Keïta
Modibo Keïta (Bamako, 4 de junio de 1915 - Kidal, 16 de mayo de 1977) fue un político de Malí, presidente de su país entre 1960 y 1968. 

## Infancia y juventud
Keïta nació en un barrio de Bamako, capital del por entonces Sudán Francés, en el seno de una familia malinké y musulmana practicante. Tras frecuentar la escuela primaria de Bamako, entró en 1931 al liceo, y en 1934 prosiguió sus estudios en la escuela normal de docentes, la Escuela William Ponty de Dakar, donde resultó promovido como el mejor de su promoción. En 1936 se convirtió en maestro, enseñando en las zonas rurales, y después en Bamako, Sikasso y Tombuctú.

## El comienzo de su compromiso
Muy rápidamente se integró en diferentes asociaciones. En 1937 fundó con Ouezzin Coulibaly el Sindicato de Docentes del África Occidental Francesa. Pasó a ser miembro del Bloc Soudanais, creado por Mamadou Konaté.
En 1943 fundó la revista "El ojo de Kénédougou", en la que comenzó a criticar al poder colonial francés. Considerado por las autoridades como un peligroso opositor, fue encarcelado en 1946 durante tres semanas en la cárcel de La Santé, en París.

## La consolidación de su carrera política
En 1946 se crea en Bamako el Rassemblement Democrátique Africain (RDA), presidido por Félix Houphouët-Boigny, que posteriormente sería presidente de Costa de Marfil. Keita asumió el puesto de secretario general de la sección sudanesa del RDA. 
En 1948 fue elegido consejero general del Sudán Francés, y cinco años más tarde, consejero de la Unión Francesa. En 1956 se convirtió en alcalde de Bamako y fue elegido diputado de la Asamblea Nacional de Francia, de la que fue vicepresidente.
Ocupó en dos oportunidades el cargo de secretario de Estado en los gobiernos de la Cuarta República Francesa: de la Francia de Ultramar en el gobierno de Maurice Bourgès-Maunoury (del 17 de junio al 6 de noviembre de 1957) y de la Presidencia del Consejo en el gobierno de Félix Gaillard (del 18 de noviembre de 1957 al 14 de mayo de 1958). 
En 1958 fue elegido presidente de la Asamblea Constituyente de la Federación de Malí, que reagrupaba al Sudán Francés, Senegal, el Alto Volta y Dahomey. Estos dos últimos territorios abandonarían rápidamente la Federación

## Independencia y llegada a la presidencia
El 20 de julio de 1960 Modibo Keïta fue nombrado jefe del gobierno de la Federación de Malí. Tras la disolución de esta Federación, el 22 de septiembre de 1960, proclamó la independencia del Sudán Francés, que se transformó en la República de Malí, asumiendo la presidencia del nuevo Estado.
Keïta, que nunca ocultó sus ideas socialistas, orientó a su país hacia una socialización progresiva de la economía, comenzando por la agricultura y el comercio con la creación, en octubre de 1960, de la Sociedad Maliense de Importación y Exportación (SOMIX), que tenía el monopolio de la exportación de los productos nacionales, de la importación de los productos manufacturados y de los bienes alimentarios como azúcar, té o leche en polvo, así como de su distribución en el interior de Mali. La creación de una moneda propia en 1962 y las dificultades de aprovisionamiento entrañaron una inflación importante y descontento entre la población, sobre todo entre los campesinos y los comerciantes. 
En 1963 se enfrentó a una rebelión en el norte del país considerada la primera rebelión tuareg (1963-1964) protagonizada especialmente por los ifoghas saldada con una derrota militar tuareg ante un potente ejército maliense armado por la Unión Soviética. El resultado es la imposición de la ley marcial y una administración militar en la zona de Kidal. Según un antropólogo la brutalidad de la represión llevada a cabo por el ejército maliense, llegado principalmente del sur "ha dejado trazos dolorosos en la memoria colectiva, de manera particular en Kidal, y ha  nutrido de un resentimiento profundo en el seno de muchas familias de esta zona afectadas por las masacres que tuvieron lugar".
En el plano político, Keïta reprimió fuertemente a sus opositores como Fily Dabo Sissoko y Hamadoun Dicko. A partir de 1967 puso en marcha la "Revolución Activa" y suspendió la Constitución, creando el Comité Nacional de Defensa de la Revolución (CNDR). Las exacciones de las "milicias populares" y la devaluación del franco maliense en 1967 llevaron a un descontento general.
Las autoridades también intentan introducir políticas estrictas contra la esclavitud, que persiste en algunas partes del país a pesar de la prohibición oficial. 
El 19 de noviembre de 1968 el lugarteniente Moussa Traoré organizó un golpe de Estado y derrocó a Keïta, a quien envió a la prisión de Kidal, en el norte del país. Durante diez años, hasta 1978, el país estuvo dirigido por una dictadura militar.

## Muerte
Modibo Keïta murió en prisión el 16 de mayo de 1977, a los 61 años, en circunstancias sospechosas. El sistema nacional radiofónico de Mali difundió un comunicado anunciando el fallecimiento de "Moidibo Keïta, maestro de Bamako-Coura". Sus exequias en el cementerio de Hamdallaye dieron lugar a importantes manifestaciones, reprimidas violentamente por los servicios de seguridad dirigidos en aquel momento por Tiécoro Bagayoko. Fue rehabilitado en 1992, a la caída del régimen de Traoré, por el presidente Alpha Oumar Konaré. El Memorial Modibo Keïta fue inaugurado en Bamako el 6 de junio de 1999.

## Sus ideas panafricanistas
Keïta trabajó toda su vida por la unidad africana, participando inicialmente en la creación de la Federación de Malí con Leopold Sédar Senghor. Tras el fracaso de la misma, se alejó de Sédar-Senghor y, junto a otros líderes más acordes como Sekou Touré o Kwame Nkrumah fundó la Unión de Estados de África Occidental. En 1963 participó en la redacción de la carta de la Organización de la Unidad Africana (OUA), de la que fue uno de los principales arquitectos.
Invitando a Bamako a los jefes de Estado de Marruecos y Argelia trabajó para poner fin a la Guerra de las Arenas, un conflicto fronterizo entre ambas naciones norteafricanas que tuvo lugar en octubre de 1963. Por su parte, entre 1963 y 1966 normalizó sus relaciones con Senegal, el Alto Volta (hoy Burkina Faso) y Costa de Marfil.
Partidario del no alineamiento, defendió a los movimientos nacionalistas y anticolonialistas de África, como el Frente de Liberación Nacional (FLN) de Argelia.